# 盧克·羅馬諾
盧克·羅馬諾（英語：Luke Romano；1986年2月16日—）是一位新西蘭橄欖球運動員。他是新西蘭國家橄欖球隊的一員，在2012年6月23日首次代表新西蘭參賽，並代表新西蘭參加了2015年世界盃橄欖球賽。